# 4145 Максимова
4145 Максимова (4145 Maximova) — астероїд головного поясу, відкритий 29 вересня 1981 року.
Тіссеранів параметр щодо Юпітера — 3,580.